# 索格狄安娜
索格狄安娜（俄语：Согдиана；1984年2月17日—），本名奥克萨娜·弗拉基米罗芙娜·内奇泰洛（Оксана Владимировна Нечитайло），乌兹别克斯坦歌手和演员。她出生于苏联乌兹别克苏维埃社会主义共和国塔什干，具有乌克兰血统。她用俄语、乌克兰语、乌兹别克语、塔吉克语 、法语、车臣语和英语演唱歌曲。